# Guilielmus Xylander
Guilielmus Xylander (traducció al llatí del seu nom, Wilhelm Holtzman, literalment «Guillem l'home de fusta») (26 de desembre de 1532 - 10 de febrer de 1576) fou un filòleg clàssic alemany.
Nascut a Augsburg, va estudiar a Tubinga, i el 1558, en un moment en què passava dificultats econòmiques (degudes, segons alguns, als seus hàbits immoderats) fou escollit per succeir Micyllus en el departament de Grec de la Universitat de Heidelberg. El 1562 va canviar la seva plaça per una càtedra de lògica (publicus organi Aristotelii interpres).
Xylander va escriure diverses obres importants, entre elles traduccions al llatí de Cassi Dió (1558), Plutarc (1560-70) i Estrabó (1571). També va editar el lèxic geogràfic d'Esteve de Bizanci (1568); el llibre de viatges de Pausànies (completat després de la mort de Xylander per F. Sylburg, 1583); les Meditacions de Marc Aureli (editio princeps de 1558, a partir d'un manuscrit de Heidelberg, avui perdut; segona edició el 1568, amb l'addició del mitògraf Antoní Liberal i els paradoxògrafs Flegó de Tralles, Apoloni i Antígon de Carist); i la crònica de Jordi Cedrè (1566). Va traduir a l'alemany els sis primers llibres d'Euclides, en edició anotada i l'Aritmètica de Diofant. Va traduir també al llatí una obra matemàtica de Miquel Psel·los, el De quattuor mathematicis scientiis.